# Marin-Epagnier
Marin-Epagnier is een voormalige gemeente in het Zwitserse kanton Neuchâtel. Marin-Epagnier telt 3987 inwoners.

## Geschiedenis
De gemeente maakte deel uit van het district Neuchâtel tot Marin-Epagnier in 2009 gefuseerde met de gemeente Thielle-Wavre tot de nieuwe gemeente La Tène.

## Geboren
- Gertrud Woker (1878-1968), chemica, feministe en pacifiste

- Gemeinsame Normdatei: 4559283-4
- Historisch woordenboek van Zwitserland: 002852